# Gallo-römischer Umgangstempel bei Oberlauchringen

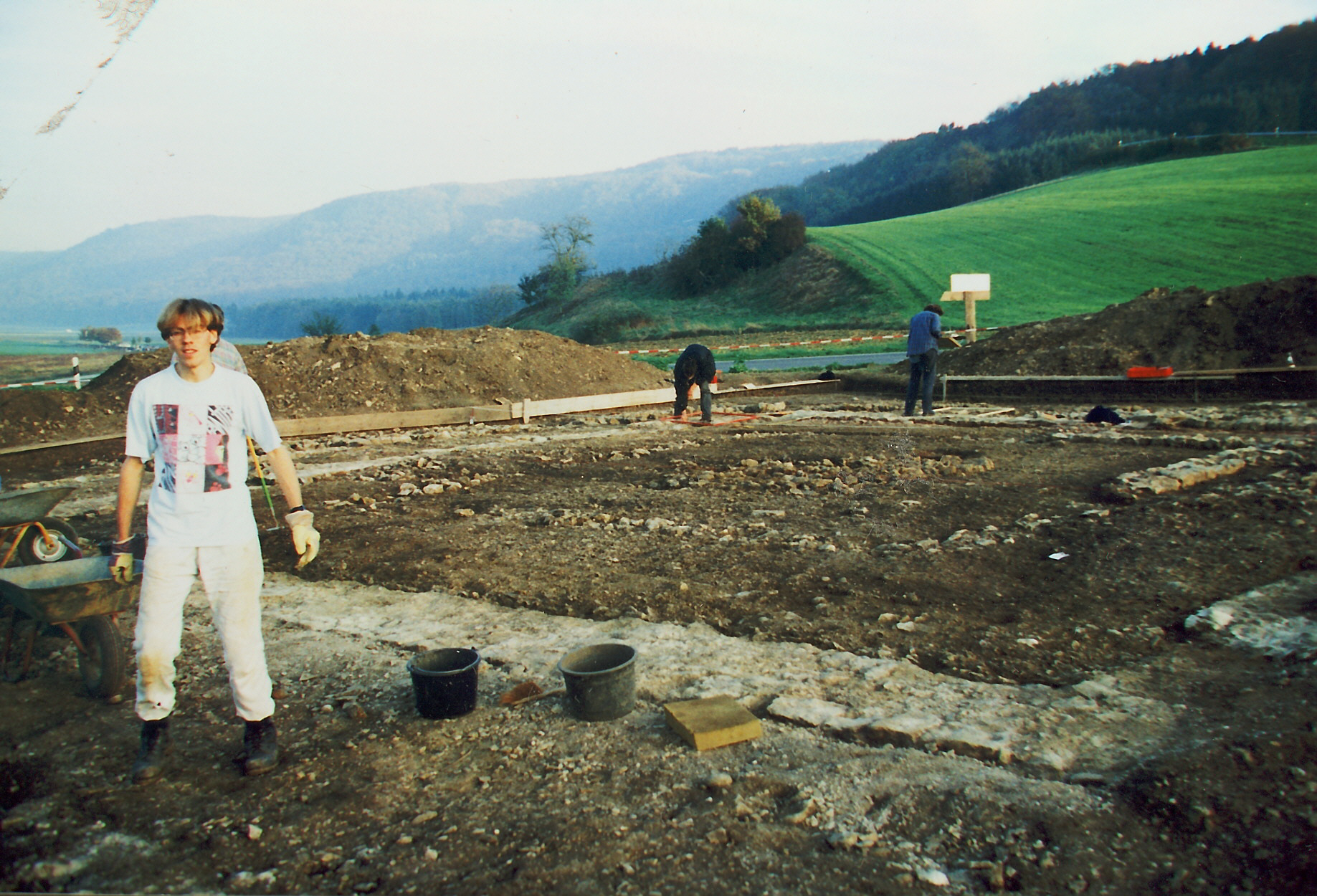
Die freiliegenden Tempelfundamente während der Grabung 1995

Der Gallo-römische Umgangstempel bei Oberlauchringen ist ein Umgangstempel aus der Gallo-römischen Epoche und  befindet sich unterhalb der Küssaburg in der Klettgaumulde auf Gemeindegebiet von Oberlauchringen im Landkreis Waldshut in Baden-Württemberg.

## Geschichte
Bereits der Freiburger Historiker Heinrich Schreiber begann im Gewann „Unter der Burgsteig“, wo man immer wieder auf römische Artefakte stieß, um 1844 mit „Anschürfungen“, 1889 und 1896/1898 erfolgten weitere Sondagen. 1963 beobachtete man beim Bau einer Wasserleitung ebenfalls römische Befunde, doch erst bei einer Befliegung des Luftbildarchäologen Otto Braasch im Sommer 1992 konnte man schlüssige Bilder der Mauerzüge erhalten.

## Lage

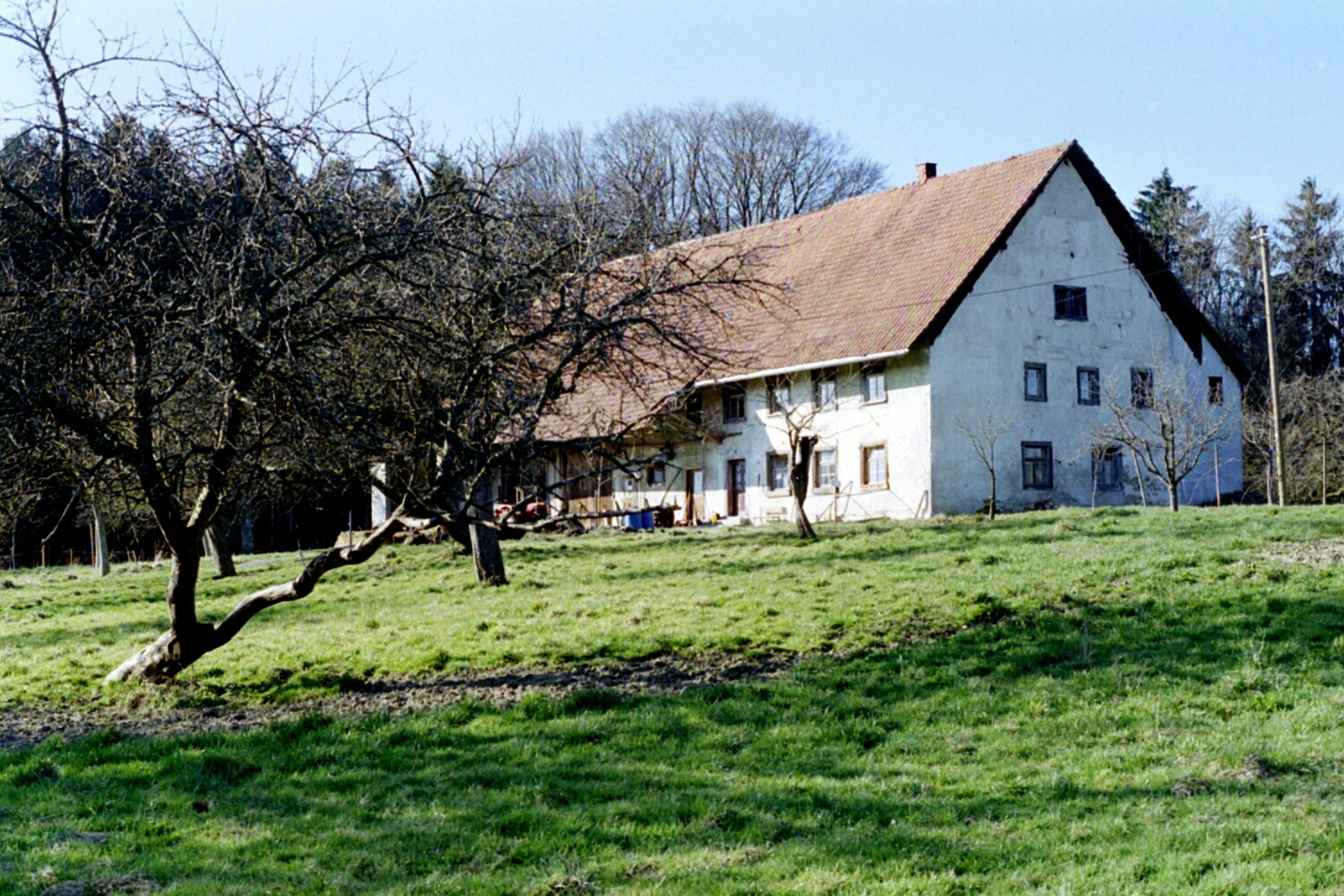
Der Heidegger Hof (Heidenäcker) im Klettgau, 2002

Die Stelle liegt unweit der schon auf der Tabula Peutingeriana eingetragenen Römerstraße, die von Vindonissa (Windisch) herkommend bei Tenedo (Bad Zurzach) den Rhenus (Rhein) überquerte und über Iuliomagus (Schleitheim) weiter an Donau und den Neckar führte. Da der Bestand der Anlage durch Tiefpflügung gefährdet war, entschloss man sich zu zeitlich und räumlich begrenzten Ausgrabungen.

### Umfeld
Auf der angrenzenden Geißlinger Gemarkung wurden bereits früher Funde aus der Hallstatt- und Latènezeit gemacht. Aus römischer Zeit stammte das sogenannte Heidenschlössle beim Heideggerhof. Bei einer 1795 erfolgten Ausgrabung wurde ein villenartiges, rund 40 × 40 m umfassendes Gebäude entdeckt, das teilweise mit Fußbodenheizung eingerichtet war. Neben Ziegelstempeln der XI. und XXI. Legion sowie einer nicht genauer zu fassenden Truppe (Kohorte) fanden sich unter anderem zahlreiche Münzen. Der Tempel liegt auf der gegenüberliegenden Seite der Bundesstraße 34.

## Befund und zeitliche Feststellungen
Im Sommer 1995 wurde die Anlage unter der Leitung des Archäologen Jürgen Trumm in einer vierwöchigen Kampagne freigelegt. Durch maschinelles Abtragen und ein anschließendes Planum ergab sich bald ein Bild der Anlage, die sich in drei sich jeweils umgebenden quadratischen Mauerzügen darstellte. Das erste Geviert misst 5,50 × 5,80 m. Um dieses wurde später ein zweites angelegt, dieses misst 7,20 × 6,60 m. Um diese beiden wurde nun wieder zentrisch ein dritter Bau erstellt der die beachtlichen Ausmaße von 17,30 × 18 m aufweist.
An Bodenfunden wurden 9 Münzen und Reliefsigillaten gemacht. Die Münzen sind unter anderen mit einer Bronzeprägung des Vespasian und einem silberplattierten Denar des Caracalla datiert worden. Die Sigillata sind Produkte des Germanus aus La Graufesenque, weiterhin die Manufakturen von Banassac, Lezoux, Heiligenberg und Ittenweiler. Vorflavische Funde sind ebenso wenig vorhanden wie spätantikes Material. Ein Schilfsandstein wurde entdeckt, der vermutlich im Bezug zum Tempelheiligtum stand.

## Denkmalschutz
Das Bodendenkmal ist geschützt als eingetragenes Kulturdenkmal im Sinne des Denkmalschutzgesetzes des Landes Baden-Württemberg (DSchG). Nachforschungen und gezieltes Sammeln von Funden sind genehmigungspflichtig, Zufallsfunde an die Denkmalbehörden zu melden.

## Situation heute
Nach der Ausgrabung wurde das Gelände wieder zugedeckt und eingeebnet, die Landwirtschaft benutzt heute die Flächen nur als Wiese. Die im Bau befindliche Ortsumfahrung Oberlauchringen berührt den Bereich um den Tempel nicht.